# Megastylus suecicus
Megastylus suecicus là một loài tò vò trong họ Ichneumonidae.